# Флаг Нигерии
Государственный флаг Нигерии — национальный символ Нигерии, принят 1 октября 1960 года. Зелёные полосы олицетворяют леса и изобилие природных богатств Нигерии, белая полоса олицетворяет мир.
Оформителем флага был студент из Ибадана, Майкл Тайво Акинкунми. Национальный флаг — адаптация победившего на конкурсе образца 1959 года. На оригинальном флаге присутствовало солнце, помещённое на верх белой полосы. Оно было убрано решением жюри, и флаг после этого не изменялся. Как и у Ганы, у Нигерии есть специальные гражданские и военно-морские флаги, также раньше флаги имелись и у штатов государства.

## История
Во времена когда страна была колонией Великобритании флаг Нигерии представлял собой синее полотнище, в левом верхнем углу изображён флаг Великобритании, в правой половине отцентрирована эмблема Нигерии - шестиугольная звезда состоящая из двух треугольников, внутри которой размещены корона и надпись Нигерия на английском языке. В 1901 г. после захвата британскими войсками эмирата Контагоры, который вошел в состав Британского протектората Северная Нигерия, среди предметов эмира был обнаружен красивый кувшин из медного сплава, покрытый узорами, на котором была изображена и эта звезда, которую первый губернатор лорд Фредерик Лугард и сделал эмблемой колонии.

Колониальный флаг Нигерии 1 января 1914 — 6 февраля 1952
Колониальный флаг Нигерии 7 февраля 1952 — 1 октября 1960
Военно-морской флаг 1960—1998